# Championnat de Roumanie de football 1963-1964
Navigation
Saison précédente Saison suivante
La saison 1963-1964 du Championnat de Roumanie de football était la 46e édition de la première division roumaine. Le championnat rassemble les 14 meilleures équipes du pays au sein d'une poule unique, où chaque club rencontre tous ses adversaires deux fois, à domicile et à l'extérieur.
C'est le club du Dinamo Bucarest, double champion en titre, qui termine de nouveau en tête du championnat et qui remporte le 4e titre de champion de Roumanie de son histoire. Le Dinamo réalise d'ailleurs le doublé en battant le Steaua Bucarest en finale de la Coupe de Roumanie.

## Les 14 clubs participants
| - Dinamo Bucarest - Siderurgistul Galați - Promu de Divizia B - FC Petrolul Ploiești - Steaua Bucarest - FC Progresul Bucarest - Steagul Roșu Orașul Stalin - Farul Constanța | - UT Arad - Dinamo Pitești - Prom de Divizia B - Știința Cluj - FC Rapid Bucarest - Știința Timișoara - CSMS Iași - Crișul Oradea - Promu de Divizia B |

## Compétition

### Classement
Le classement est établi en utilisant le barème suivant :
- Victoire : 2 points
- Match nul : 1 point
- Défaite, forfait ou abandon : 0 point

| Rang | Équipe                     | Pts | J  | G  | N | P  | Bp | Bc | Diff |
| ---- | -------------------------- | --- | -- | -- | - | -- | -- | -- | ---- |
| 1    | Dinamo Bucarest (T) (C)    | 40  | 26 | 18 | 4 | 4  | 65 | 25 | +40  |
| 2    | FC Rapid Bucarest          | 33  | 26 | 15 | 3 | 8  | 50 | 36 | +14  |
| 3    | Steaua Bucarest            | 31  | 26 | 15 | 1 | 10 | 71 | 44 | +27  |
| 4    | Progresul Bucarest         | 27  | 26 | 11 | 5 | 10 | 40 | 45 | -5   |
| 5    | FC Petrolul Ploiești       | 26  | 26 | 11 | 4 | 11 | 28 | 19 | +9   |
| 6    | Steagul Roșu Orasul Brașov | 26  | 26 | 9  | 8 | 9  | 32 | 32 | 0    |
| 7    | Crișul Oradea (P)          | 26  | 26 | 10 | 6 | 10 | 27 | 38 | -11  |
| 8    | Farul Constanța            | 25  | 26 | 11 | 3 | 12 | 28 | 34 | -6   |
| 9    | Știința Cluj               | 24  | 26 | 11 | 2 | 13 | 39 | 38 | +1   |
| 10   | Dinamo Pitești (P)         | 23  | 26 | 10 | 3 | 13 | 28 | 39 | -11  |
| 11   | UT Arad                    | 23  | 26 | 10 | 3 | 13 | 28 | 39 | -11  |
| 12   | CSMS Iași                  | 22  | 26 | 10 | 2 | 14 | 42 | 47 | -5   |
| 13   | Știința Timișoara          | 22  | 26 | 8  | 6 | 12 | 31 | 42 | -11  |
| 14   | Siderurgistul Galați (P)   | 16  | 26 | 6  | 4 | 16 | 21 | 49 | -28  |

|  | Qualifié pour la Coupe des clubs champions 1964-1965  |
|  | Qualifié pour la Coupe des Coupes 1964-1965           |
|  | Qualifié pour la Coupe des villes de foires 1964-1965 |
|  | Relégation en Divizia B                               |

## Bilan de la saison
| Tableau d'Honneur                   |                 |
| Compétition                         | Vainqueur       |
| Championnat de Roumanie de football | Dinamo Bucarest |
| Coupe de Roumanie de football       | Dinamo Bucarest |

| Qualifications européennes           |                      |
| Compétition                          | Qualifié             |
| Coupe des clubs champions 1964-1965  | Dinamo Bucarest      |
| Coupe des Coupes 1964-1965           | Steaua Bucarest      |
| Coupe des villes de foires 1964-1965 | FC Petrolul Ploiești |

| Promotions et relégations |                                        |
| Promus en Divizia A       | Minerul Baia Mare Știința Craiova      |
| Relégué en Divizia B      | Știința Timișoara Siderurgistul Galați |